# 우당탕탕 닥터지
우당탕탕 닥터지(どっきりドクター,Dokkiri Doctor)는 호소노 후지히코의 만화작품 또는 그 만화를 원작으로 한 애니메이션이다.
쇼가쿠칸의 주간 소년 선데이에서 1981년부터 1982년에 걸쳐 연재된 히트 만화로 1998년 스튜디오 피에로에 의해 애니메이션화되었다.

## 등장인물
- 지채만 (나시키코지 하루카)
- 한주미 (코이즈미 미유키)
- 한소리 (코이즈미 마유미)
- 현숙정 (시나가와 료코)
- 양이 (유키노죠)
- 균이
- 채역만 (아베 타모츠)
- 오대오 (혼고 유키히로)
- 반우정
- 이해라 (타지마 카오리)
- 조용자 (이케다 히데코)
- 교감 (시부타니 로쿠로)
- 봉이례 (미즈코지 하지메)
- 하지 (겐다 겐)

## 애니메이션

### 성우진
- 니시키코지 하루카 - 야마데라 코이치, 이인성
- 코이즈미 미유키 - 쿠와시마 호코, 김선혜
- 코이즈미 마유미 - 카사이 리츠코, 이자명
- 시나가와 료코 - 오카모토 요시코, 이자명
- 유키노죠 - 치바 시게루, 김광국
- 아베 타모츠 - 이토 켄타로, 박만영
- 혼고 유키히로 - 이시카와 시즈카, 박경혜
- 겐다 겐 - 츠무라 마코토, 한신정
- 타지마 카오리 - 마미야 쿠루미, 여민정
- 이케다 히데코 - 카와스미 아야코, 정선혜
- 시부타니 로쿠로 - 오가타 켄이치, 조동희
- 미즈코시 하지메 - 치바 시게루, 최준영
- 아사오카 토모코 - 마츠모토 리카

### 제작진
- 원작 - 호소노 후지히코（쇼가쿠칸〈소년 선데이〉）
- 프로듀서 - 타키야마 마도카（후지 TV）, 나루케 카츠노리（SPE・비주얼웍스）, 하기노 켄（스튜디오 피에로）
- 시리즈 구성 - 니시조노 사토루
- 각본 - 니시조노 사토루, 토미타 유히로, 스가 요시유키, 마츠이 아야, 카네마키 켄이치, 카네코 츠토무
- 캐릭터 디자인 - 키타야마 마리
- 서브 캐릭터 디자인 - 미야카와 하루오
- 음악 - 토비시와 히로모토
- 미술감독 - 타카하시 시노부
- 촬영감독 - 미야카와 하루토시
- 음향감독 - 미즈모토 칸
- 감독 - 미즈노 카즈노리
- 미술 - 타카하시 시노부, 쿠도 히데아키, 우에노 히데유키
- 색채설계 - 카미타니 히데오
- 작화감독 - 오오니시 마사야, 테라사와 신스케, 후카자와 마나부, 아오노 아츠시, 호소야마 마사키, 나카모리 료지, 아베 마사키, 니시타 마사요시
- 제작 - 후지 TV, SPE・비주얼웍스, 스튜디오 피에로

### 주제가
- 오프닝 테마

《ねない　ねない　ねない》 노래: The Castanets
- 엔딩 테마

1기《I wish》 노래: electric combat
2기《Make it somehow》 노래: LUKA